# Абхазская литература
Абха́зская литерату́ра — письменная литература на абхазском языке. Возникла в начале XX века.

## Фольклор
Среди фольклорных произведений абхазского народа выделяются героический эпос о «нартах», исторические сказания из прошлого (в том числе про князей Маршаньевых), разбойничьи песни, сатирические песни, песни о Кавказской войне, ритуальные песни и «охотничья» проза и поэзия.
Абхазский фольклор активно собирал и изучал Д. И. Гулиа, издавший книги «Абхазские пословицы, загадки, скороговорки» (Тифлис, 1907), «Абхазские народные приметы о погоде» (Сухум, 1922), «Культ козла у абхазов», «Абхазские заклинания», «Охотничий язык у абхазов и боги охоты» (1926), «Сухум — не Диоскурия» и др.

## Ранняя учебная литература и журналистика
Вплоть до 1920-х годов художественной литературы и прессы на абхазском языке не существовало.
В 1862 году российский учёный П. К. Услар издал первую грамматику абхазского языка — монографию «Абхазский язык». К этой книге была приложена первая абхазская азбука, основанная на кириллице.
Позднее, в 1882 году, появилась первый абхазская букварь, созданная Д. И. Гулиа и К. Д. Мачавариани.
В 1900-е годы над созданием письменных текстов на абхазском языке с использованием латинской графики работает специальный «Переводческий комитет», благодаря которому были изданы первые абхазские книги — по закону божьему и «Книга для чтения». В начале десятилетия русским востоковедом бароном П. К. Усларом был составлен абхазский букварь — «Апсва анбан».
А. М. Чочуа — составитель букваря, хрестоматии для второго—третьего годов обучения (Сухум, 1923) и абхазско-грузинско-русского самоучителя (Сухум, 1926).
Абхазская пресса возникла после 1917 года. Первая газета на абхазском языке издавалась сначала Д. И. Гулиа, а затем С. Я. Чанба; первое время она называлась «Абхазия», потом — «Красная Абхазия» («Аҧсны ҟаҧшь»).

## Становление традиций художественной литературы
Родоначальник абхазской литературы — Дмитрий Иосифович Гулиа, писавший свои произведения как на абхазском, так и на русском языках (в частности, на русском языке им написана «История Абхазии» (Тифлис, 1925). Поэтическое творчество Гулия включает два стихотворных сборника («Сборник стихотворений», Тифлис, 1912; «Стихи, сатиры и песни», Сухум, 1923), которые включают произведения, разрабатывающие темы и приёмы абхазского фольклора, поэму «Любовное письмо» (Тифлис, 1913). Д. И. Гулия создал также повесть «Под чужим небом» (повествующую о сосланном в Сибирь абхазском крестьянине, который принял наказание за преступление князя), ряд переводов с русского и грузинского языков, в том числе театральных пьес.
Среди других абхазских авторов 1920-х годов — поэт Иуа Когониа («Абхазские поэмы», Сухуми, 1924), драматург и исследователь Самсон Чанба (пьесы «Махаджиры», «Дева гор»; книга «География Абхазии», Сухуми, 1925), драматург и переводчик Мушни Хашба (комедия «Ачапшара», или «Посещение больного», перевод на абхазский язык «Хаджи-Мурата» Л. Н. Толстого), драматург С. Бжания.